# Coenosia brevimana
Coenosia brevimana este o specie de muște din genul Coenosia, familia Muscidae, descrisă de Xiaolong Cui și Xue în anul 2001.
Este endemică în Guizhou. Conform Catalogue of Life specia Coenosia brevimana nu are subspecii cunoscute.